# Gabriel Zubeir Wako
Gabriel Zubeir Wako (Mboro Sudán, 27 de febrero de 1941) es un cardenal católico sudanés.

## Biografía
Licenciado en filosofía por la Pontificia Universidad Urbaniana y en Teología por la Pontificia Universidad Lateranense de Roma, está especializado en teología pastoral. 
Fue ordenado sacerdote el 21 de julio de 1963 por Ireneo Dud Wien. Comenzó trabajando como sacerdote para la Diócesis de Wau, después fue vicario apostólico y también fue el rector del Seminario Local de la diócesis.
Posteriormente, a sus 33 años comenzó su carrera como obispo, siendo nuevo obispo de la Diócesis de Wau, nombrado por el papa Pablo VI el 12 de diciembre de 1974, y recibiendo el sacramento del orden el día 6 de abril del año 1975.
El 30 de octubre de 1979, fue nombrado Arzobispo coadjutor de la Archidiócesis de Jartum, hasta su nombramiento como Arzobispo titular de la Archidiócesis, el 10 de octubre de 1981, sucediendo al anterior arzobispo Mons. Agostino Baroni.
Entre 1978 y 1989, fue Presidente de la Conferencia Episcopal de Sudán, luego volvió a ser reelegido presidente entre 1993 y 1999, y en 2012 fue reelegido por tercera vez por los obispos del país.
Durante el consistorio celebrado el 21 de octubre de 2003, el papa Juan Pablo II lo nombró cardenal, otorgándole el título de la diaconía de San Atanasio en Via Tiburtina.
Tras el fallecimiento de Juan Pablo II, fue uno de los cardenales electores en el Cónclave de 2005, donde fue elegido el papa Benedicto XVI.
Dentro de la Curia Romana, como cardenal, es miembro de la Congregación para la Evangelización de los Pueblos y del Pontificio Consejo Cor Unum.
Tras la renuncia del papa Benedicto XVI, fue uno de los 115 cardenales electores en el Cónclave de 2013.